# بخش لارنس (شهرستان استارک، اوهایو)
بخش لارنس (به انگلیسی: Lawrence Township) یک منطقهٔ مسکونی در ایالات متحده آمریکا است که در شهرستان استارک، اوهایو واقع شده‌است.
 بخش لارنس ۹۰٫۴ کیلومتر مربع مساحت و ۸٬۳۲۱ نفر جمعیت دارد و ۳۰۷ متر بالاتر از سطح دریا واقع شده‌است.